# ケプラー4b
ケプラー4b（英語: Kepler-4b）またはKOI-7.01は、海王星と同程度の質量と半径を持つ、ケプラー宇宙望遠鏡が初めて発見した太陽系外惑星である。しかし、主星に非常に近く、太陽系のどの惑星よりも高温である。最初にケプラー宇宙望遠鏡によって検出された
、ケプラー4bと他4つの惑星は、後にW・M・ケック天文台の観測によって確認された。そして、2010年1月4日にワシントンD.C.で発見が公表された。

## 名称と歴史
ケプラー4bという名称は、ケプラー4という恒星の周回軌道上で初めて発見された惑星である事に因む。恒星名は、ケプラーが惑星のトランジット（恒星面通過）を観測した順番に名づけられる。ケプラーは、はくちょう座とこと座の周辺を観測する。その観測視野内に位置する恒星が、惑星がトランジットを起こすと、恒星の視等級がわずかに減少する。ケプラーは、それを利用して観測を行い、地球に似た惑星を発見する事を目標としている。存在が正式に確認される前の名称、Kepler object of interestにおけるケプラー4bの名称はKOI-7.01である。ケプラー4bは、ケプラーが観測を始めて6週間以内に得られたデータより発見された。
その後、W・M・ケック天文台の干渉計によるドップラー分光法を使った観測が行われ、ケプラー4bの質量を求めることに成功した。ケプラー4bの発見は、ケプラーが発見した別の惑星、ケプラー5b、6b、7b、8bと共に、ワシントンD.C.で行われたアメリカ天文学会 第215回会合にて公表された。

## 主星
主星ケプラー4は、りゅう座の方向に約550パーセク離れた位置にある。表面温度は5,857Kで、太陽の5,778Kよりも、わずかに高温である。質量は、太陽の1.092倍で、半径は1.533倍である。年齢は、45億年と推定されており、これは太陽の約46億年と非常に近い値である。水素によって核融合反応を起こす主系列星の段階を終えつつある。

## 特徴

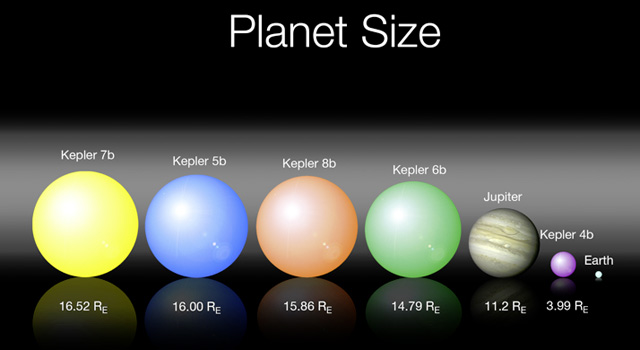
ケプラーが最初に発見した5つの惑星の大きさの比較。ケプラー4bはこの中で最も小さく、紫色で示されている。

ケプラー4bは、主星から0.046au離れた距離を3.213日で公転している。これは、太陽-水星間よりも10倍短い距離である。表面温度は約1,700Kとされている。半径は地球の約4倍で、質量は約25倍である。半径と質量に関しては海王星と似ているが、表面温度は、太陽系で最も高温な金星(735K)よりも、はるかに高温である。最初は、ケプラー4bの軌道離心率は0と仮定されていたが、後の研究で0.25 ± 0.12という値が得られている。